# Lakhai
Lakhai è un sottodistretto (upazila) del Bangladesh situato nel distretto di Habiganj, divisione di Sylhet. Si estende su una superficie di 196,56 km² e conta una popolazione di 110.319 abitanti (dato censimento 1991).